# Fate (Texas)
Pour les articles homonymes, voir Fate.
La ville de Fate est située dans le comté de Rockwall, dans l’État du Texas, aux États-Unis. Sa population s’élevait à 6 357 habitants lors du recensement de 2010, estimée à 12 090 habitants en 2017.

## Source
- (en) Cet article est partiellement ou en totalité issu de l’article de Wikipédia en anglais intitulé « Fate, Texas » (voir la liste des auteurs).